# L'Italia del Popolo (1848)
L'Italia del popolo - Giornale dell'Associazione Nazionale Italiana  fu un giornale politico fondato a Milano da Giuseppe Mazzini, per propagandare le proprie idee durante il Risorgimento. Il primo numero (che portava in epigrafe il motto “Unità, Dio e il popolo”) uscì il 20 maggio 1848 e l'ultimo il 3 agosto dello stesso anno. 
L'Italia del popolo fu un giornale di singolare importanza, poiché con esso Mazzini affrontò per la prima volta la stampa quotidiana. Il corpo redazionale era composto da quattro persone. “Estensore in capo” era Giuseppe Revere, che dal 7 giugno firmò il quotidiano quale “gerente responsabile”, succedendo a Mazzini.
Sebbene il quotidiano ebbe vita breve (ne uscirono 74 numeri) riuscì ad introdurre nella stampa italiana il modello del giornale di grande formato di tipo francese cm. 39x54, impaginato su quattro colonne, con articoli ed editoriali per lo più anonimi e altre innovazioni. Su L'Italia del popolo, invece, non vi era traccia di tutta quella produzione estemporanea (invocazioni, lettere aperte, proclami, etc.) che caratterizzò la stampa quarantottesca.
Nell'aprile 1849 il quotidiano fu rifondato a Roma; fu l'organo dei mazziniani della Repubblica Romana. Durante la sua breve vita (terminata con il numero del 3 giugno) collaborò al giornale anche il triumviro Aurelio Saffi.
Successivamente, il nome fu ripreso dal Mazzini:
- a Losanna, dove si erano rifugiati molti italiani dopo la caduta della Repubblica Romana;
- a Genova dal 21 febbraio 1857 sino al 28 agosto 1858 (in quell'anno le pubblicazioni vennero sospese a causa delle persecuzioni poliziesche alimentate dal Cavour dopo l'attentato di Felice Orsini)[2]. Fu diretto da F. Bartolomeo Savi.

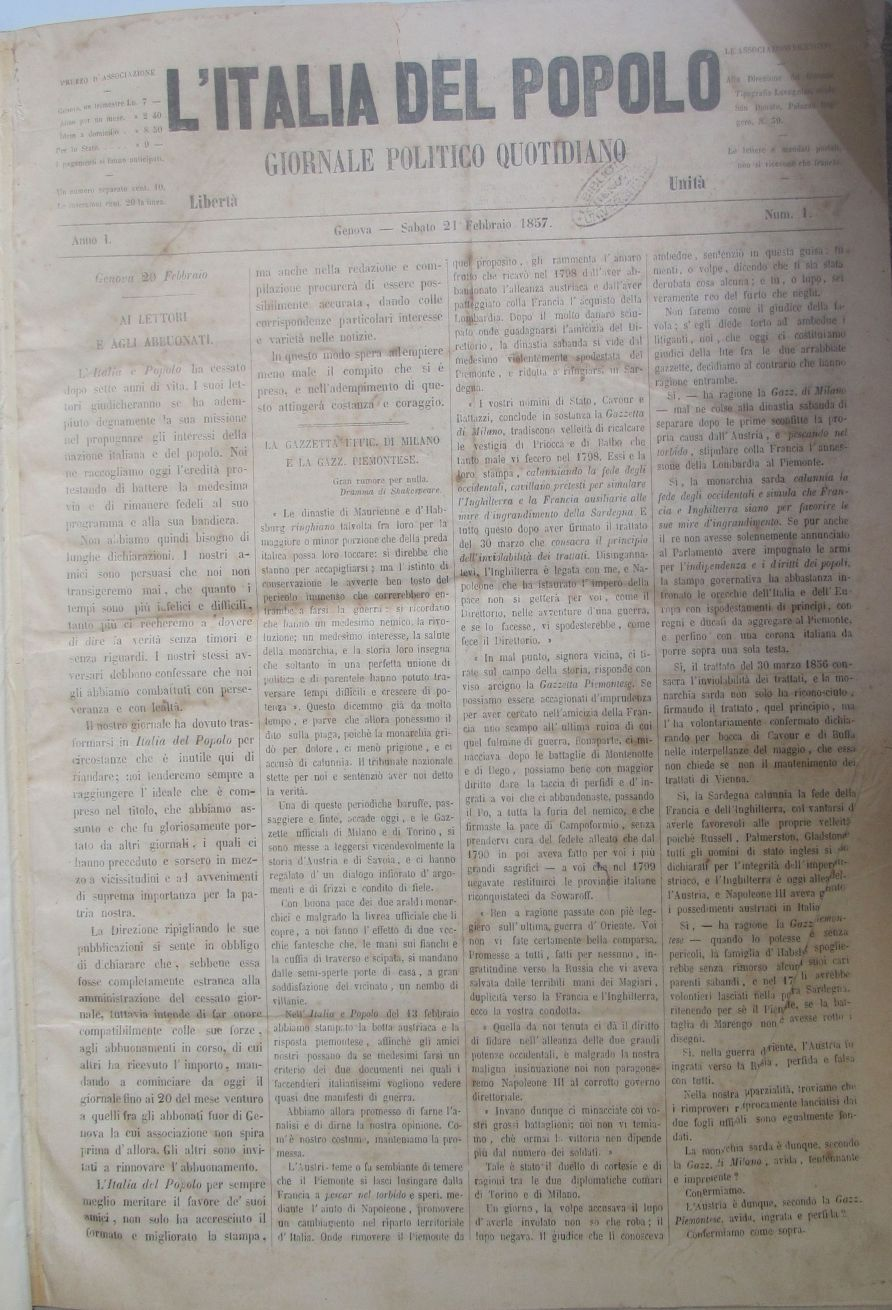
Prima pagina de «L'Italia del Popolo» stampata a Genova (21 febbraio 1857)